# Nikolai Grozni
Nikolai Grozni (bulgariska: Николай Гроздински, Nikolaj Grozdinski), född 28 mars 1973 i Sofia i Bulgarien, är en bulgarisk-amerikansk författare och pianist.

## Böcker
- Zjitija na bezdelnitsi i propadnali mistitsi (noveller, 2000)
- Da podremnesj v skuta na Goljamata ednakvost (roman, 2001)
- Njakoj omagosa bitieto (roman, 2002)
- Turtle feet: the making and unmaking of a Buddhist monk (Riverhead Books, 2008)
- Wunderkind (Free Press, 2011) (Wunderkind, översättning Niclas Hval, Stockholm: 2244, 2012)